# Južnoandamanski jezici
Južnoandamanski jezici, manja od dviju glavnih skupina andamanskih jezika koji se još govore na jugu Andamana pred obalom Indije. Zajedno s velikoandamanskim jezicima čine andamansku jezičnu porodicu.
Skupina obuhvaća tri živa jezika kojim govori nešto manje od 500 ljudi. Predstavnici su: jarawa [anq] (250; 2006 A. Abbi); öñge [oon] (94; 2006); sentinel [std] (100; 2000).

## Vanjske poveznice
- Ethnologue (14th)
- Ethnologue (15th)